# Bernardo Nespral
Bernardo Nespral (Buenos Aires, 2 giugno 1948) è un avvocato e giornalista argentino.
Fu professore di diritto romano e diritto civile presso l'Università di Buenos Aires, segretario accademico presso l'Università di Belgrano e magistrato. È fondatore e direttore dell'Istituto di diritto romano e membro del Comites accademico del collegio pubblico degli avvocati. Fu candidato a vicepresidente della Repubblica Argentina nelle elezioni del 2007.

## Opere
Nespral è autore dei libri:
- Manuale di diritto romano
- Diritto dell'informazione
- Il diritto romano nel XXI secolo
- Manuale di giornalismo giudiziario
- Vocabolario, giornalismo e diritto.